# Spiraea prunifolia
Spiraea prunifolia är en rosväxtart som beskrevs av Sieb. och Zucc.. Spiraea prunifolia ingår i släktet spireor, och familjen rosväxter.

## Underarter
Arten delas in i följande underarter:
- S. p. hupehensis
- S. p. pseudoprunifolia
- S. p. simpliciflora

## Bildgalleri

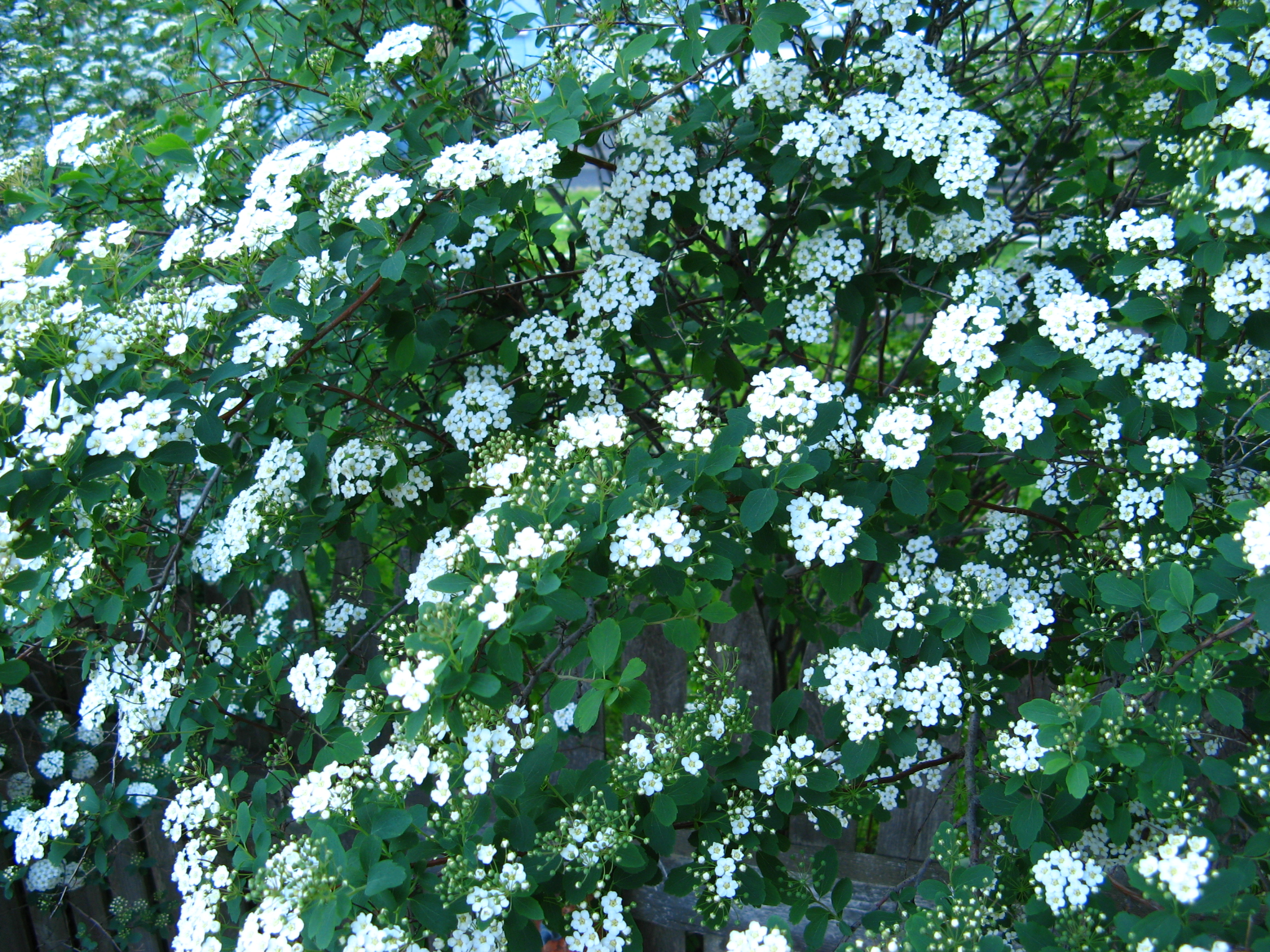
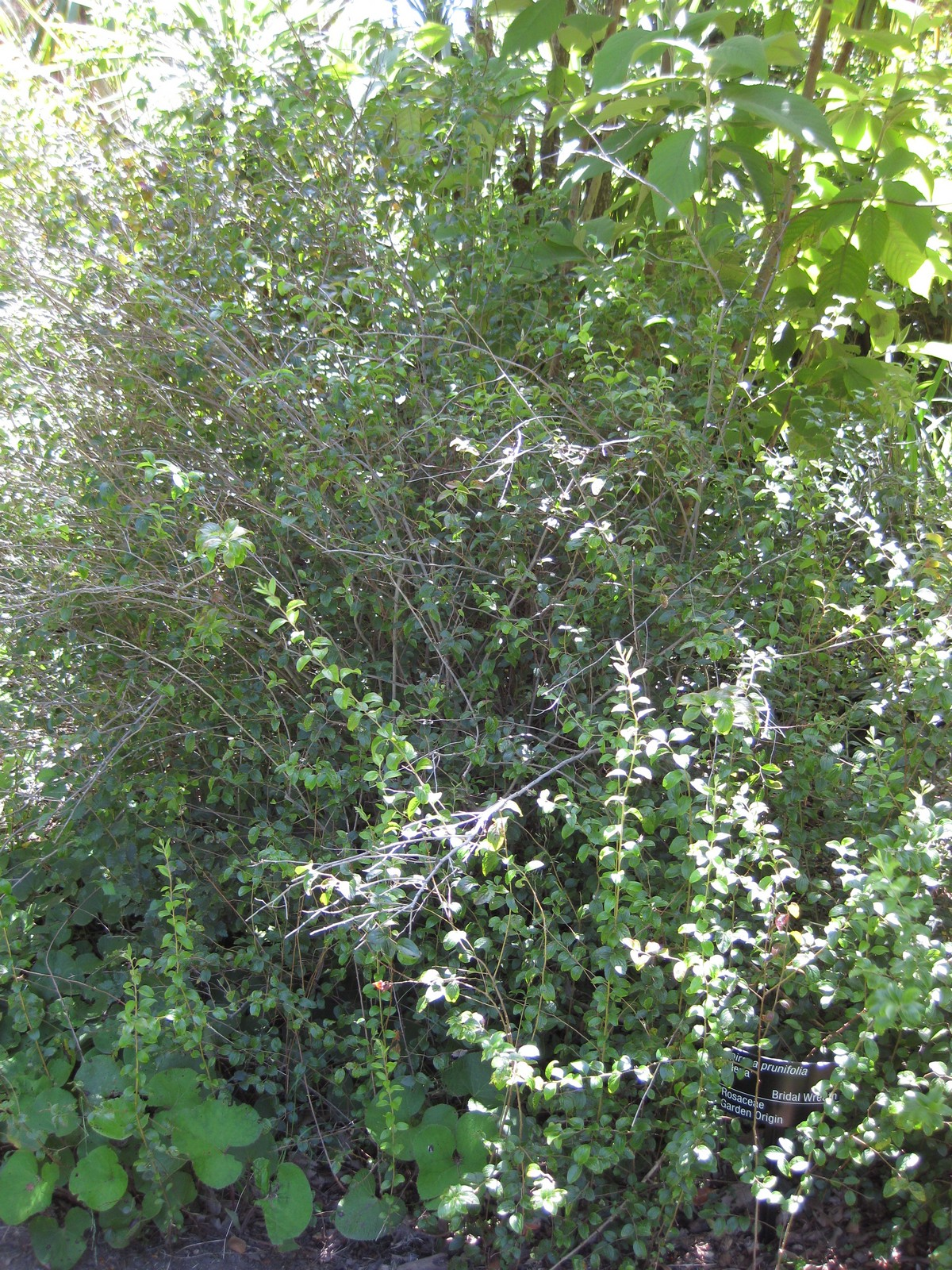
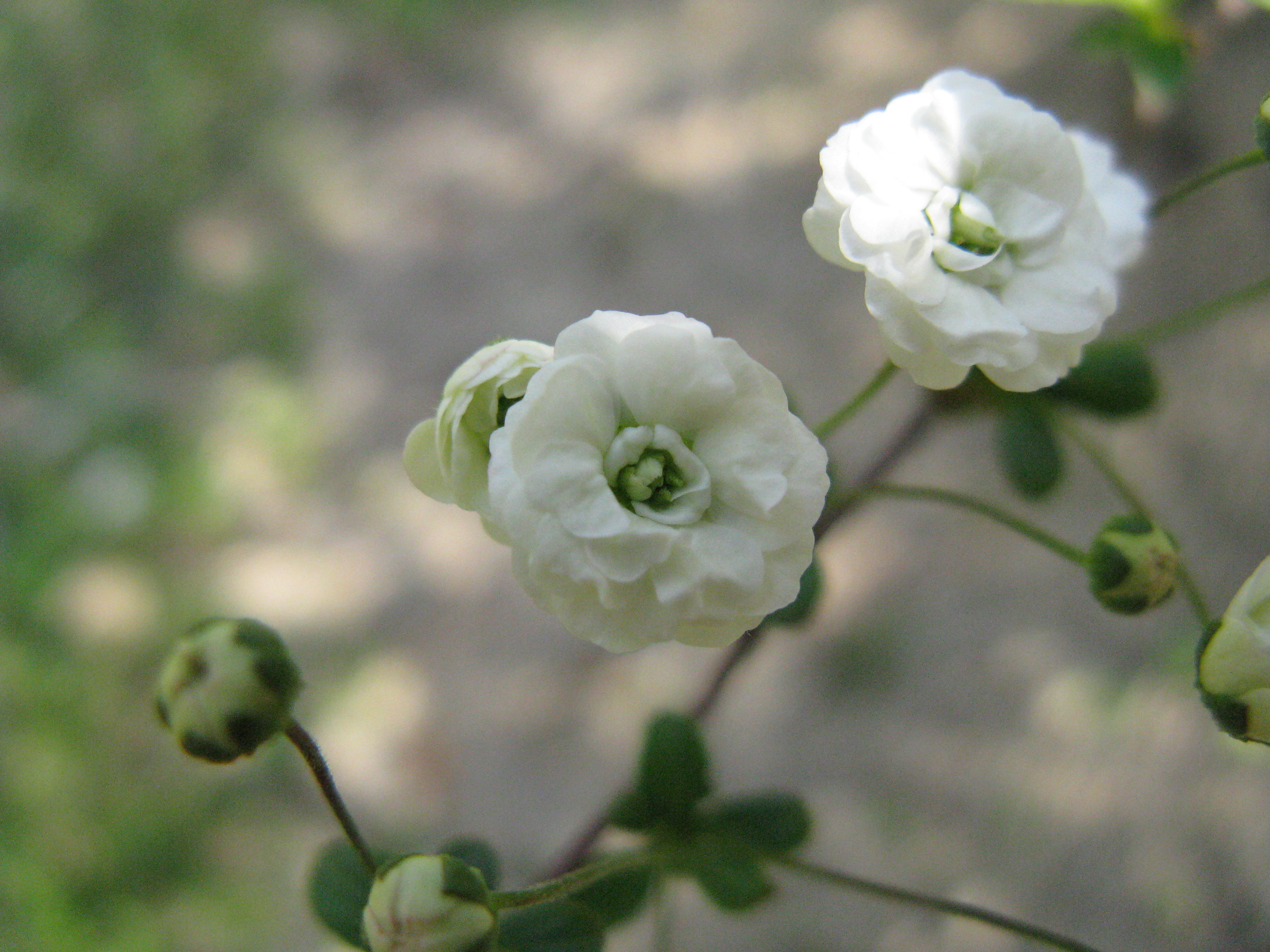
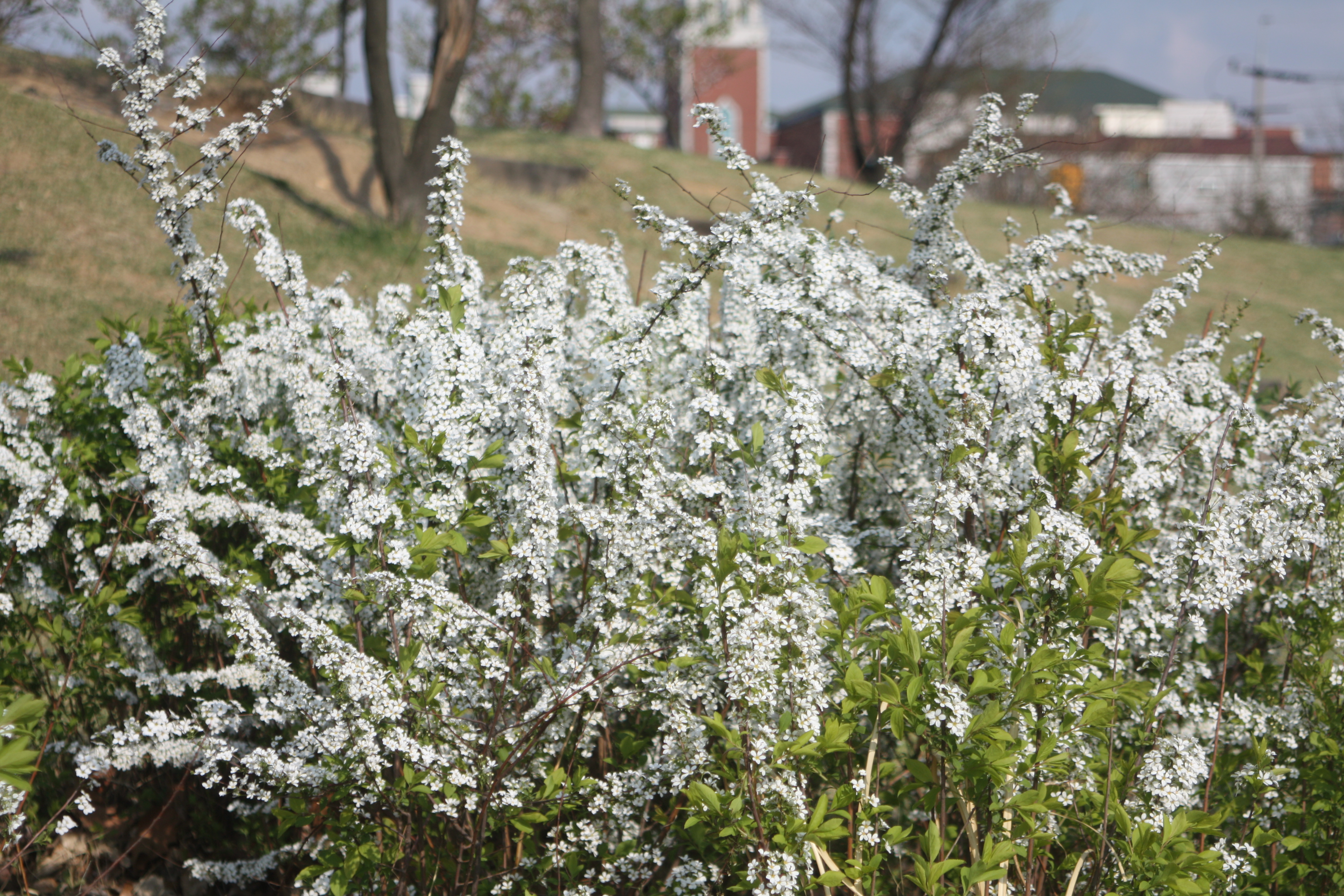
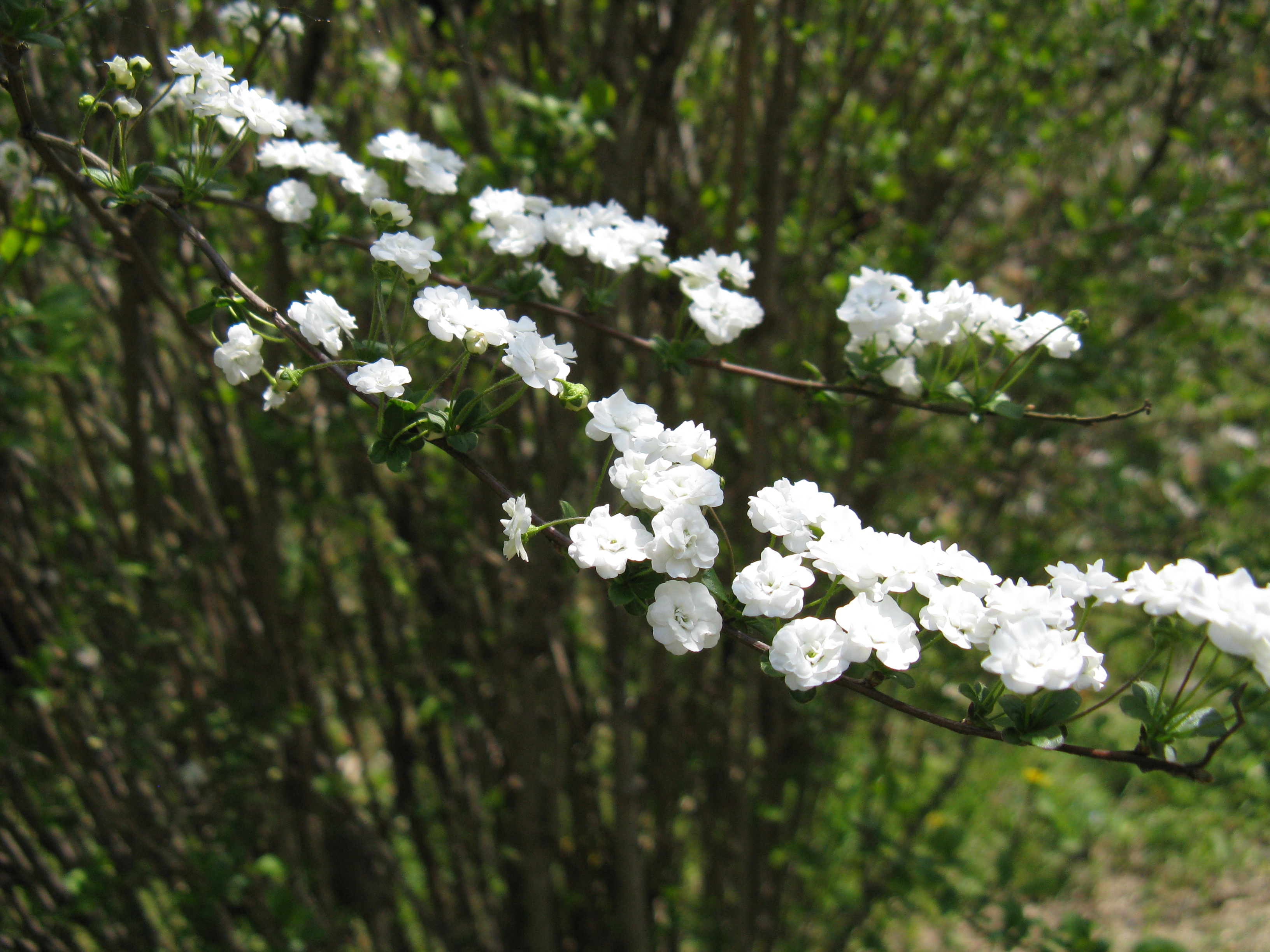
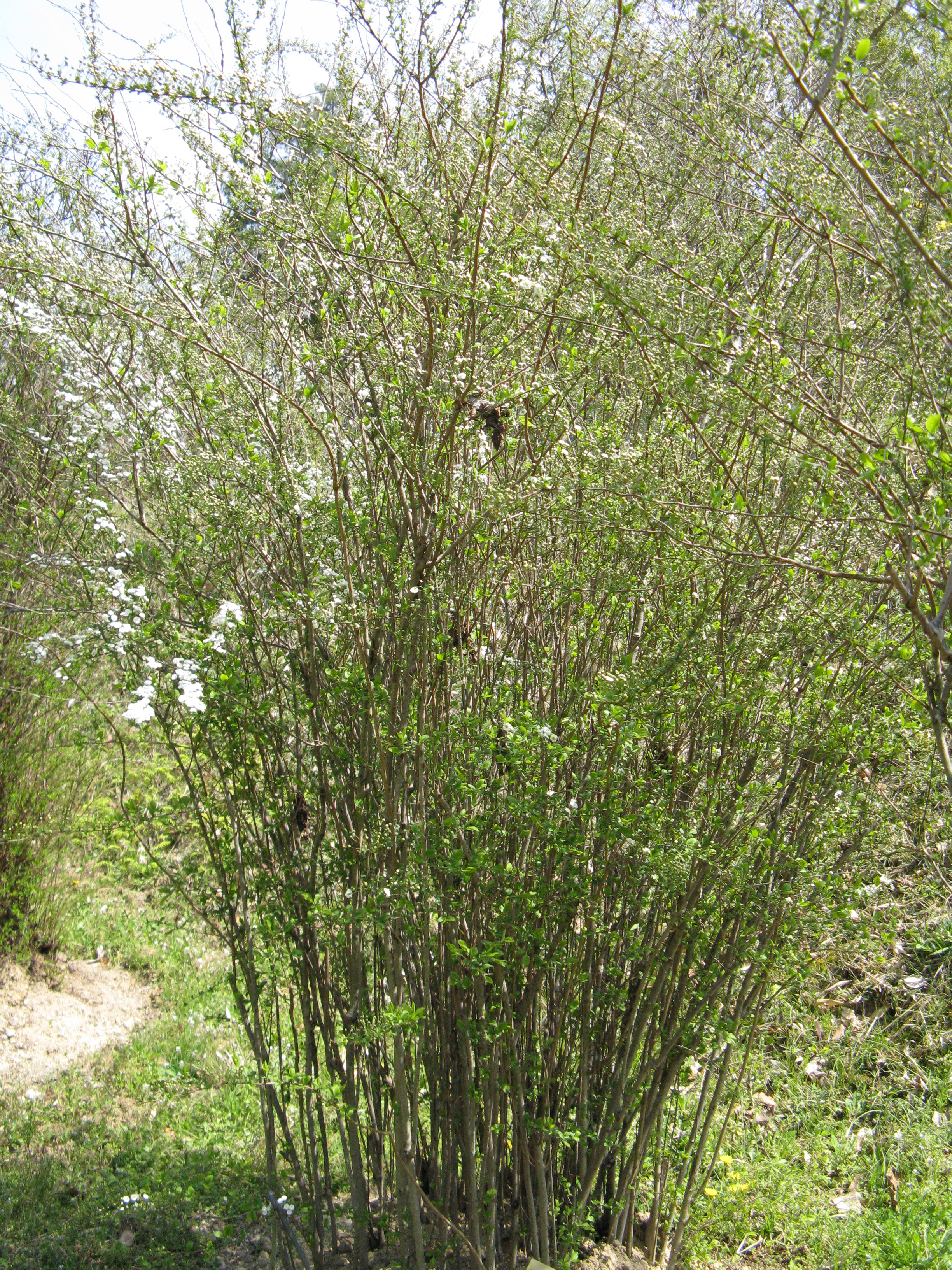